# Нова институционална икономика
Нова институционална икономика (на английски: New institutional economics, NIE) e икономическата перспектива, която се опитва да разшири полето на икономиката като се фокусира върху социалните и правни норми и правилата, които са подлежащи в икономическата активност.
Терминът Нова институционална икономика е изкован от Оливър Уилямсън през 1975 г.
НИИ анализът е построен върху комплексен набор от методологични принципи и критерии в рамките на неокласическата икономика, тоест встрани от остарялата и „критична“ институционална икономика (която отрича неокласическата икономика), авторите на НИИ се интересуват едновременно от ефикасността и дистрибуцията.
|  | Тази страница частично или изцяло представлява превод на страницата ew institutional economics в Уикипедия на английски. Оригиналният текст, както и този превод, са защитени от Лиценза „Криейтив Комънс – Признание – Споделяне на споделеното“, а за съдържание, създадено преди юни 2009 година – от Лиценза за свободна документация на ГНУ. Прегледайте историята на редакциите на оригиналната страница, както и на преводната страница, за да видите списъка на съавторите. ВАЖНО: Този шаблон се отнася единствено до авторските права върху съдържанието на статията. Добавянето му не отменя изискването да се посочват конкретни източници на твърденията, които да бъдат благонадеждни. |